# 頰斑鏢鱸
頰斑鏢鱸為輻鰭魚綱鱸形目鱸亞目河鱸科的其中一種，分布於美國阿肯色州及田納西州的Cumberland河流域，體長可達8.4公分，棲息在岩石底質的池塘或溪流，屬肉食性，以水生昆蟲為食。